# Jiquilpan
Jiquilpan là một đô thị thuộc bang Michoacán, México. Năm 2005, dân số của đô thị này là 31730 người.